# Бечкеречки округ
Бечкеречки округ (немачки: Bezirk Großbetschkerek; познат и као Торонталски округ) је био један од пет округа Војводства Србије и Тамишког Баната (крунске области Аустријског царства) између 1850. и 1860. године. Управни центар округа био је Велики Бечкерек.

## Историја
Војводство Србија и Тамишки Банат формирано је 1849. године и првобитно је подељено на три округа: Бачко-торонталски, Темишварско-крашовски и Сремски. 1850. године је војводство подељено на пет округа, а подручје некадашњег Бачко-торонталског округа је подељено између Бечкеречког (Торонталског), Новосадског, Сомборског и Темишварског округа.
Године 1860. укинути су и Војводство Србија и Тамишки Банат и његови окрузи, а територија Бечкеречког округа је тада укључена у оквир Торонталске жупаније (у саставу аустријске Краљевине Угарске).

## Географија
Бечкеречки округ је укључивао северозападни део Баната. Граничио се са Новосадским округом и Сомборским округом на западу, Темишварским округом на истоку, аустријском Војном крајином на југозападу и аустријском Краљевином Угарском на северу.

## Демографија
По попису из 1850. године, округ је имао 388.704 становника, од чега:
- Немаца = 126.730 (32,6%)
- Срба = 124.111 (31,93%)
- Мађара = 60.781 (15,64%)
- Румуна = 58.292 (15%)
- Бугара = 11.045 (2,84%)
- Хрвата = 3.752 (0,97%)
- Словака = 2.562 (0,66%)
- Јевреја = 1.421 (0,37%)

## Градови
Најважнији градови у округу:
- Велика Кикинда
- Велики Бечкерек
- Велики Семиклуш
- Жомбољ
- Зичидорф
- Модош
- Нови Бечеј
- Пардањ
- Перјамош
- Турска Кањижа
- Ченеј
- Чока

Изузев Великог Семиклуша, Перјамоша, Жомбоља и Ченеја који се данас налазе у Румунији, сви поменути градови су данас у саставу Србије.